# François Quelvée
François Albert Ernest Quelvée(né le 13 octobre 1884 à Évreux et mort le 12 décembre 1967 à Saint-Germain-en-Laye) est un peintre, graveur, illustrateur et décorateur de théâtre français.
Il signait François-Quelvée.

## Biographie
Élève de Maurice Denis dont il fréquente l'atelier d'art sacré, il a reçu de son maître, après avoir rempli une fonction dans les travaux publics, le goût des larges compositions.
C'est essentiellement un peintre de genre, de nus, de bouquets ainsi que des paysages d'Afrique du Nord.
Il a exposé au Salon d'automne, après 1919, au Salon des indépendants à partir de 1921, et aux Tuileries, à partir de 1923, et a pris part à plusieurs expositions à l'étranger (notamment au Palais des Beaux-Arts de Mexico en septembre 1941).
En 1922, il expose à la galerie parisienne Marcel Bernheim, 2bis rue de Caumartin.
En 1928, il réalise les décors et costumes de « Mârouf, savetier du Caire », opéra-comique en cinq actes d'Henri Rabaud, livret de Joseph-Charles Mardrus, qui connut un succès durable à l'Opéra Comique et à travers le monde dès sa création en 1914. Pour l'Opéra de Paris, en 1929, il réalise les décors et costumes de « Créatures de Prométhée », chorégraphie de Serge Lifar, sur une musique de Beethoven.
Il était professeur à l'école des arts décoratifs. Gaëtan de Rosnay travaille avec lui dans les années 1940.

## Distinctions
- Chevalier de la Légion d'honneur (1932).

## Quelques-unes de ses œuvres
- Terrasse de café à Sfax, huile sur carton 36 cm × 52 cm
- Le Pecq, bord de Seine au printemps (1958 ?), huile sur toile. 50 cm × 61 cm
- Femme de harem tunisien, huile, signée. 38 cm × 46 cm
- La Pêche miraculeuse, huile sur toile, signée en bas à gauche. 46 cm × 65 cm
- Modèle devant la fenêtre, huile sur toile, signée en bas à gauche. 46 cm × 65 cm
- Nature morte aux figues et aux raisins, huile sur toile, signée en bas à gauche. 49,5 cm × 60 cm
- Nu à la toilette, huile sur toile, signée en bas à droite. 32 cm × 37,5 cm
- La Cueillette de pommes, huile sur carton, signée. 35,2 cm × 24,5 cm, Musée des beaux-arts de Calais
- Entablement aux oursins, huile sur toile, signée en bas à droite. 38 cm × 46 cm
- Bord de rivière, huile sur toile, signée en bas à droite. 33 cm × 41,5 cm
- 1920 : Scène de rue à Venise, aquarelle signée et datée. 34 cm × 27 cm`
- 1922 : L'Idylle du marin, huile sur toile signée et datée en bas à droite. 28 cm × 46 cm
- vers 1923 : Soleil couchant sur le Palais des doges. 65,3 cm × 81 cm[5], Musée Maurice-Denis de Saint-Germain-en-Laye
- 1923 : L'Annonciation de Cargèse, huile sur carton signée en bas à droite, 35 cm × 46 cm[6]
- 1924 : À l’opéra, aquarelle, signée en bas à droite et datée. 43 cm × 52 cm
- 1925 : Salomé dansant, aquarelle. 52 cm × 41 cm
- 1925 : Etude pour David dansant devant l'arche, aquarelle, signée en bas à droite. Titrée en bas à gauche. 54,5 cm × 42 cm
- 1933 : Jeunes filles et marins sur le port, huile sur toile. 33 cm × 41 cm
- 1939 : Paysage du midi, huile sur toile, signée et datée. 54 cm × 65 cm
- 1940 : Deux grandes toiles décorant l'amphithéâtre de l'Ecole Nationale Supérieure des Arts et Industries Textiles de Roubaix (environ 3,50 x 2,50 m)
- vers 1940 : Portrait de Madame de R., huile sur toile, signé et dédicacé en bas à gauche. 54 cm × 45 cm
- 1942 : Le Retour des chèvres, 60 cm x 48 cm.
- 1944 : Nu rose et or, toile absorbante, 33,2 cm x 40,8 cm, musée des beaux-arts de Brest[7]
- 1945 : Femme sortant du bain, huile sur panneau, signée en bas à droite. 26,5 cm × 21,5 cm
- vers 1946 : Le Repos, aquarelle, esquisse pour le préau de l'école de filles de l'avenue Simon-Bolivar, Paris XIXe, Musée d'art moderne de la Ville de Paris[8]
- 1948 : Promenade à Cannes, huile sur carton, signée en bas à gauche. 32,7 cm × 41 cm
- 1948 : Le Chemin, huile sur carton, signée en bas à gauche. 46 cm x 55 cm
- 1954 : Hérodiade, huile sur toile, 37,8 cm x 45,9 cm, musée des beaux-arts de Brest[7]

## Ouvrages illustrés
- Gabriel Mourey, Fêtes foraines, Ed. André Delpeuch, 1927. Première édition illustrée de 72 dessins.
- Collection Drogues et peintures. Album d'art contemporain, no 22, Laboratoires Chantereau, [1928]. Contient son portrait.
- Georges Duhamel, Twinka, aquarelles originales gravées par Émile Boizot, Chez Jean Crès, 1945.
- Léandre Vaillat, Le Collier de jasmin, Ed. de l'Artisan, 1946. Illustrations en couleurs hors texte.